# Jean-Jacques Martin
Jean-Jacques Martin est un homme politique français né le 16 septembre 1740 à Béziers (Hérault) et décédé le 16 octobre 1824 au même lieu.
Curé de la paroisse Saint-Aphrodise de Montpellier, il est député du clergé aux états généraux de 1789 pour la sénéchaussée de Béziers. Il vote pour la ratification des pouvoirs en commun et fait partie du comité des rapports.

## Sources
- « Jean-Jacques Martin », dans Adolphe Robert et Gaston Cougny, Dictionnaire des parlementaires français, Edgar Bourloton, 1889-1891 [détail de l’édition]
- Éloge de M. l'abbé Martin, curé de Saint-Aphrodise, député de Béziers à l'Assemblée nationale, prononcé par l'abbé Debayle, à l'occasion de l'inauguration du monument élevé dans l'église de Saint-Aphrodise à la mémoire de ce vénérable pasteur